# 枚方市立蹉跎西小学校
枚方市立蹉跎西小学校（ひらかたしりつ さだにししょうがっこう）は、大阪府枚方市出口六丁目にある公立小学校。
1974年に枚方市立蹉跎小学校より分離開校した。

## 沿革
- 1974年4月1日 - 枚方市立蹉跎西小学校として開校。当初は枚方市立蹉跎小学校に仮校舎を置く[1]。
- 1974年6月6日 - 現在地に校舎竣工・移転し、新校舎で授業開始。この日を創立記念日とする。
- 1975年3月 - 校歌制定。
- 1978年3月 - 校訓制定。
- 1982年4月 - 留守家庭児童会開設。
- 1983年4月1日 - 従来の校区の一部を、新設の枚方市立伊加賀小学校校区へ分離。

## 通学区域
- 枚方市 北中振4丁目、出口1丁目（一部）、出口2丁目-6丁目、南中振3丁目。

卒業生は基本的に枚方市立蹉跎中学校に進学する。

## 校歌
- 作詞：浅田正巳
- 作曲：山名義信

## 交通
- 京阪本線 光善寺駅 西へ約1.4km。

## 出身有名人
- 山足達也（プロ野球選手）